# Stefánovski
Stefánovaki (del ruso: Стефановский) es un jútor del raión de Séverskaya del krai de Krasnodar, en Rusia. Está situado en la orilla izquierda del Kubán, 23 km al nordeste de Séverskaya y 27 km al sureste de Krasnodar. Tenía 236 habitantes en 2010.
Pertenece al municipio Lvóvskoye.